# 2 Brygada AL „Świt”
2 Brygada AL Ziemi Kieleckiej„Świt” – oddział partyzancki działający na Kielecczyźnie sformowany w sierpniu 1944 na mocy rozkazu dowódcy III Obwodu Armii Ludowej Mieczysława Moczara z 6 sierpnia 1944.

## Historia jednostki
Jej powstanie wiąże się z akcesem do KRN i AL Rewolucyjnej Grupy Inteligencji Socjalistycznej "Świt", który nastąpił 2 lutego 1944 r.
Jej dowódcami byli kolejno: kpt. Tadeusz Maj i por. Tadeusz Łęcki. Wyposażenie w postaci broni, amunicji i materiałów wybuchowych brygada otrzymała w czasie zrzutu dokonanego przez lotnictwo radzieckie, który miał miejsce z 5 na 6 sierpnia 1944 w rejonie wsi Bronkowice i Radkowice.
II Brygada Armii Ludowej Ziemi Kieleckiej "Świt" stoczyła wiele walk m.in. pod Sulejowem, Janikiem, Gustawowem, pod Rakowicami i Bronkowicami, pod Gruszką. Ma też na swoim koncie liczne dywersje kolejowe: pod Zagnańskiem, Występami, Skorkowem, Szczukowskimi Górami. W końcowej fazie wojny, gdy główne siły brygady przeszły przez front w okolice Chotczy nad Wisłą na stronę wyzwolonej Polski Ludowej organizacja odegrała znaczną rolę w procesie tworzenia powiatowych i gminnych rad narodowych.
Rozkazem dowódcy III Obwodu AL brygada skupiała główny wysiłek na niszczeniu transportów i linii komunikacyjnych okupanta w trójkącie Kielce-Włoszczowa-Jędrzejów, szczególnie atakując odcinek kolejowy Kielce-Częstochowa oraz szosy Kielce-Jędrzejów i Kielce-Włoszczowa. W czasie działań brygada stoczyła szereg walk i potyczek, m.in. 11 sierpnia w rejonie stacji kolejowej Szczukowskie Górki wysadzono pociąg wojskowy z amunicją, 15 sierpnia w Występach rozbito niemiecki pododdział zabezpieczający roboty przy umocnieniach polowych, 28 sierpnia w Piekoszowie stoczono walkę z niemieckim pododdziałem ochraniającym tory kolejowe. Brygada wspólnie z innymi związkami i oddziałami AL brała udział w bitwach partyzanckich pod Gruszką 29-30 września, w lasach Siekierno-Rataje 6 października, a 28-29 października wraz z innymi oddziałami przebiła się przez linię frontu na przyczółek sowiecki pod Chotczą. W 1944 2 Brygada AL „Świt” została odznaczona Orderem Krzyża Grunwaldu III klasy za udział w walce z okupantem. Po przejściu frontu większość żołnierzy wstąpiła do 2 Armii Wojska Polskiego
Brygada posiadała oznakę wyróżniającą w postaci czerwonej opaski z wyhaftowanym wschodzącym słońcem i napisem ŚWIT w półokręgu słońca, ponadto 2 Brygada „Świt” jako przepisowej czapki używała maciejówki. Jako, że część żołnierzy brygady nie wzięła udziału w przebiciu frontu pod Chotczą w nocy z 27 na 28 października 1944 r. z przyczyn zdrowotnych lub rodzinnych oraz ewentualnie bojąc się niebezpiecznego przebijania się, to dla nich, a także dla żołnierzy z lokalnych garnizonów AL zostało uszytych w styczniu 1945 r. wiele czerwonych opasek z nazwą brygady w półokręgu słońca przez gwardzistki. Wystąpili oni w nich w uroczystym przeglądzie w Radomiu kilka dni po jego wyzwoleniu spod okupacji niemieckiej w styczniu 1945 roku. Wcześniej owe opaski były rzadkie, miał ją (już pod koniec lipca 1944 r.) szef sztabu obwodu III Eugeniusz Iwańczyk "Wiślicz" oraz kilku jego znajomych z placówki AL w Jasieńcu m.in. Mieczysław Świostek "Róg". Trochę opasek, choć nie dużo zostało wyszyte też później dla AL-owców z Jasieńca,Błaziny i Białka. Były one wyszywane do czasu wyzwolenia okolic Iłży w styczniu 1945 r. Po 10 sierpnia 1944 r. (dzień ataku AL-owców na niemiecki garnizon w Gustawowie, w czasie którego ciężko ranny został "Wiślicz") ich produkcja przystopowała ponieważ żona "Wiślicza" musiała też sporo czasu poświęcić na opiekę nad nim, przez co miała mniej czasu na wyszywanie.

## Obsada personalna
Trzon organizacyjny brygady stanowił wydzielony z 1 Brygady AL im. Ziemi Kieleckiej batalion pod dowództwem Tadeusza Maja. W skład brygady weszły oddziały partyzanckie Armii Krajowej (dowódcy: J. Juszkiewicz „Fin” i plut. K. Gawroński „Orzeł”) oraz żołnierze AL zmobilizowani w rejonach Iłża i Starachowice. Latem 1944 liczyła około 300 partyzantów.
Dowódca:
- kpt. Tadeusz Maj ps. „Łokietek” (17 października 1944 przeniesiony do sztabu obwodu)
- por./kpt. Tadeusz Łęcki ps. „Orkan”

Szef sztabu:
- por. Tadeusz Łęcki ps. „Orkan” (do 17 października)
- kpt. Bolesław Łazarski ps. „Chmura” (od 17 października, oddelegowany ze sztabu obwodu)

Oficer operacyjny:
- por. J. Juszkiewicz ps. „Fin”

Oficer oświatowy:
- Gmurczyk ps. „Mały”

Oficer wywiadu i bezpieczeństwa:
- por. A. Bakalarczyk ps. „Dulka”

1 Batalion:
- Dowódca:
  - ppor. J. Pocheć ps. „Sosna”

2 Batalion:
- Dowódca:
  - sierż. J. Okrutny „Zaręba”